# 传祺GS5
传祺GS5是广汽集团旗下的一款跨界休旅車。该车型于2011年的广州国际汽车展览会上首次亮相，并于2012年4月开售。原价为123,800到229,800元人民币。传祺GS5与传祺GA5平台相同，皆基于阿尔法罗密欧166。与此同时，部分特殊选择的引擎由FCA提供。2014年又推出了改进版车型，名为传祺GS5S（或GS5 Super），改换为7速DCT变速器。其价位起迄分别为123,800元和156,800元人民币。

## 重要事件

### 存安全問題終被迫回收
2012年2月11日至2016年1月28日期间生产的部分传祺GS5汽车要回收。再据国家市场监督管理总局缺陷产品管理中心官网消息，因燃油泵存安全隐患广汽传祺召回包括传祺GS5在內的26万余辆车型，後有數據指他們要回收100萬架汽車。

### 疑抄襲日本車的外觀設計
- 有中國大陸媒體及網民[需要較佳来源]提出，有關該中國車抄襲自英菲尼迪QX50（英语：Infiniti_QX50）的質疑[10]。

## 图片
- 传祺GS5前侧
- 传祺GS5 Super前侧

### 资料
1. ↑  .   [2018-08-20]. （原始内容存档于2018-08-26）.
2. ↑  .   [2018-08-20]. （原始内容存档于2020-10-31）.
3. ↑  .   [2018-08-20]. （原始内容存档于2020-02-26）.
4. ↑  .   [2018-08-20]. （原始内容存档于2018-08-26）.
5. ↑  .   [2018-08-20]. （原始内容存档于2018-07-05）.
6. ↑  .   [2018-08-20]. （原始内容存档于2018-07-05）.
7. ↑  .   [2018-08-20]. （原始内容存档于2020-03-17）.
8. ↑  燃油泵存安全隐患广汽传祺召回GS5等车型26万余辆 （页面存档备份，存于）2018年7月30日
人民网，2018年7月23日
9. ↑  100万车辆召回！涉及卡罗拉/传祺GS5/思域等 （页面存档备份，存于）中山网-2018年7月30日
10. ↑  模仿抄袭汽车受欢迎的时代已经远去 （页面存档备份，存于）_汽车_中国网